# Brudzewo (województwo lubuskie)
Brudzewo (niem. Brausendorf) – wieś w Polsce położona w województwie lubuskim, w powiecie świebodzińskim, w gminie Szczaniec. 
Przez miejscowość przebiega droga wojewódzka nr 302.
W latach 1975–1998 miejscowość administracyjnie należała do województwa zielonogórskiego.